# Blastobasis atmozona
Blastobasis atmozona é uma espécie de mariposa do gênero Blastobasis pertencente à família Coleophoridae.